# شهرک فتح‌المبین
شهرک فتح‌المبین، روستایی از توابع بخش مرکزی شهرستان داراب در استان فارس ایران است. این روستا در ده کیلومتری شهرستان داراب قرار دارد

## جمعیت
این روستا در دهستان بالش قرار دارد و براساس سرشماری مرکز آمار ایران در سال ۱۳۹۵، جمعیت آن۳۸۵۴ نفر  و ۵۸۰ خانوار بوده‌است.